# Збройні сили Оману
Збройні сили Омана (араб. الجيش العماني) — військове формування Султанату Оман, призначена для захисту свободи, незалежності та територіальної цілісності держави. Складаються з сухопутних військ, військово-морських сил і військово-повітряних сил.

## Сухопутні війська

### Обладнання
Дані з :

#### Транспорт
| Назва         | Виробник        | Функція              | Версія                          | Кількість    |
| ------------- | --------------- | -------------------- | ------------------------------- | ------------ |
| Challenger 2  | Велика Британія | Танк БРЕМ            |                                 | 38 4         |
| M60           | США             | Танк                 | A1 A3                           | 6 73         |
| Скорпіон      | Велика Британія | БРМ                  | FV101 FV103 FV105               | 37 6 13      |
| Panhard VBL   | Франція         | БРМ                  |                                 | 124          |
| FNSS Pars     | Туреччина       | БРМ БМП БТР БІМ БРЕМ | III 6×6 III 8×8 III AEV III ARV | 12 72 62 6 8 |
| Alvis Stormer | Велика Британія | БТР                  |                                 | 10           |
| MOWAG Piranha | Швейцарія       | БТР БРЕМ             |                                 | 175 2        |
| Saxon         | Велика Британія | БТР                  |                                 | 15           |
| M88           | США             | БРЕМ                 | A1                              | 2            |
| FV106 Samson  | Велика Британія | БРЕМ                 |                                 | 3            |

#### Артилерія
| Назва         | Виробник                         | Калібр | Функція            | Кількість |
| ------------- | -------------------------------- | ------ | ------------------ | --------- |
| G-6 Rhino     | ПАР                              | 155 мм | САУ                | 24        |
| FNSS Pars III | Туреччина                        | 120 мм | Самохідний міномет | 12        |
| L118          | Велика Британія                  | 105 мм | Гаубиця            | 42        |
| Д-30          | СРСР                             | 122 мм | Гаубиця            | 30        |
| FH-70         | Німеччина Італія Велика Британія | 155 мм | Гаубиця            | 12        |
| М-46 Тип 59   | СРСР КНР                         | 130 мм | Гармата            | 12        |
|               |                                  | 81 мм  | Міномет            | 69        |
| M30           | США                              | 107 мм | Міномет            | 20        |
| MO-120-RT61   | Франція                          | 120 мм | Міномет            | 12        |

#### Протитанкові та зенітні ракетні комплекси
| Назва            | Виробник          | Калібр | Функція         | Кількість |
| ---------------- | ----------------- | ------ | --------------- | --------- |
| Panhard VBL      | Франція           |        | ПТО             | 8         |
| FGM-148 Javelin  | США               |        | ПТРК            |           |
| MILAN            | Німеччина Франція |        | ПТКР            |           |
| BGM-71 TOW       | США               |        | ПТКР            |           |
| Mistral 2        | Франція           |        | ПЗРК            | 8         |
| Javelin          | Велика Британія   |        | ПЗРК            |           |
| Стріла-2         | СРСР              |        | ПЗРК            |           |
| ЗУ-23-2          | СРСР              | 23 мм  | ЗКУ             | 4         |
| Bofors L60       | Швеція            | 40 мм  | Зенітна гармата | 12        |
| Skyguard-Sparrow | Швейцарія         | 35 мм  | ЗРК             | 10        |

## Військово-морські сили
Штат Королівських ВМС Оману нараховує 4200 осіб і діє з військово-морської бази «Саїд бін Султан» у Відам-А'Сахілу в Оманській затоці. Найважливішим завданням є патрулювання Ормузької протоки, яка має велике значення через нафтовий транспорт, що проходить через неї. Військово-морські сили очолює контрадмірал Саїф бін Насер Аль Рахбі. У 2014 році було введено на озброєння нове парусне навчальне судно Shabab Oman II.